# Maja Gadelius
Signe Maria (Maja) Kristina Gadelius, född 29 oktober 1904 i Stockholm, död 21 december 1991 på samma ort, var en svensk skådespelare. 
Gadelius gjorde endast en filmroll som pensionatgästen Ulla Platen i Theodor Berthels' Svensson ordnar allt! från 1938.
Hon var gift 1934–1986 med Pierre Jacques Guillet de Monthoux. De är begravda på Djursholms begravningsplats.

## Filmografi
- 1938 – Svensson ordnar allt!

## Teater

### Roller
| År   | Roll             | Produktion                                                  | Regi               | Teater                           |
| ---- | ---------------- | ----------------------------------------------------------- | ------------------ | -------------------------------- |
| 1926 | Connie Gillies   | Storstädning Frederick Lonsdale                             | Gösta Cederlund    | Helsingborgs stadsteater         |
| 1926 | Marie-Louise     | Sam Jackson i Paris Maurice Hennequin och Henry de Gorsse   | Albert Nycop       | Helsingborgs stadsteater         |
| 1926 | Dauphins page    | Sankta Johanna George Bernard Shaw                          | Gösta Cederlund    | Helsingborgs stadsteater         |
| 1927 | En tjänsteflicka | Vad varje kvinna vet J.M. Barrie                            | Elsa Carlsson      | Helsingborgs stadsteater         |
| 1927 | Lady Adela       | Vi och de våra John Galsworthy                              | Gösta Cederlund    | Helsingborgs stadsteater         |
| 1927 | Marie-Louise     | Min fröken mor Louis Verneuil                               | Albert Nycop       | Helsingborgs stadsteater         |
| 1927 | Betty            | Håkansbergsleken Einar Holmberg                             | Harry Roeck-Hansen | Blancheteatern                   |
| 1927 | Else             | Det farliga året Rudolf Lothar och Hans Bachwitz            | Harry Roeck-Hansen | Blancheteatern                   |
| 1927 | Muriel Hanbury   | Livets gång Clemence Dane                                   | Harry Roeck-Hansen | Blancheteatern                   |
| 1927 | Petra            | Socorros inackorderingar Miguel Ramos Carrión och Vital Aza | Hjalmar Selander   | Blancheteatern                   |
| 1928 | Francis Sewell   | Fanatiker Miles Malleson                                    | Harry Roeck-Hansen | Blancheteatern                   |
| 1937 | Amalia           | En saga för vintern (The Winter's Tale) William Shakespeare | Sandro Malmquist   | Nya Teatern                      |
| 1947 |                  | Romeo och Julia William Shakespeare                         | Johan Falck        | Norrköping-Linköping stadsteater |